# Partido da Esquerda Revolucionária (Bolívia)
O Partido da Esquerda Revolucionária (Partido de la Izquierda Revolucionaria, PIR) foi um partido comunista na Bolívia . Foi fundada em maio de 1940 por José Antonio Arze e outros intelectuais bolivianos.
O PIR era simpatizante da Internacional Comunista , mas não se tornou membro desta. O PIR começou a organizar os mineiros do país, mas fê-lo com cautela, com medo que as greves pudessem impedir o envio de suprimentos para os aliados durante a Segunda Guerra Mundial. Exceto  o governo de Gualberto Villarroel (pró-Eixo) , o PIR apoiou todos os presidentes para garantir que a Bolívia permanecesse do lado dos aliados. 
Por causa da hesitação do partido em se envolver em questões prioritárias para as camadas exploradas, perdeu muito do apoio do operários e demais explorados para o Partido Operário Revolucionário (POR) e ao  Movimento Nacionalista Revolucionário (MNR).
Em 1950, o PIR se dissolve e funda o Partido Comunista da Bolívia
O PIR é reconstituído no final de 1970 como um partido fantoche do ditador Hugo Banzer . Em 1979, se dissolveu novamente para fundar a Ação Democrática Nacionalista (ADN).